# Rote Viscacharatte
Die Rote Viscacharatte (Tympanoctomys barrerae) ist eine in Südamerika lebende Nagetierart aus der Familie der Trugratten (Octodontidae).

## Merkmale
Rote Viscacharatten sind äußerlich rattenähnliche Tiere. Sie erreichen eine Kopfrumpflänge von rund 12 Zentimetern, der Schwanz wird rund 14 Zentimeter lang, das Gewicht beträgt rund 80 Gramm. Ihr Fell ist rötlich-braun gefärbt, wobei die Unterseite etwas heller ist, die Füße sind weiß. Der Schädel ist durch die stark vergrößerten Bulla tympanica (eine knöcherne, blasenartige Struktur im Bereich des Schläfenbeins) charakterisiert, wodurch der Kopf stark vergrößert wirkt.
Bemerkenswert bei diesen Tier ist, dass es das erste bekannte tetraploide Säugetier war, das heißt vier Chromosomensätze statt der üblichen zwei besitzt. Die Art soll durch Hybridisierung zweier nah verwandter Arten vor 6,5 Millionen Jahren entstanden sein. Der Karyotyp lautet 4n=102. Mittlerweile wurde eine ähnliche Chromosomenstruktur auch bei der neuentdeckten Goldenen Viscacharatte festgestellt.

## Verbreitung und Lebensraum
Rote Viscacharatten sind in Argentinien endemisch, wo sie trockene Ebenen der Provinz Mendoza und eventuell angrenzende Gebiete der Provinz La Pampa bewohnen.

## Lebensweise
Über die Lebensweise dieser Tiere ist sehr wenig bekannt. Sie kommen nur an mit Salzpflanzen (Halophyten) bestandenen Orten vor und sind reine Pflanzenfresser, die sich vorwiegend von Blättern und Halmen ernähren.
Aufgrund ihres kleinen Verbreitungsgebietes und des vermuteten Rückgangs der Populationen wird die Art von der IUCN in der Vorwarnliste (near threatened) gelistet.